# Стобби, Джудит
Джу́дит Сто́бби (англ. Judith Stobbie; род. 29 августа 1968) — шотландская кёрлингистка.
В составе женской сборной Великобритании участница демонстрационного турнира по кёрлингу на Зимних Олимпийских играх 1992.
Играла на позиции первого.

## Достижения
- Чемпионат Шотландии по кёрлингу среди женщин: золото (1992, 1999).

## Команды
| Сезон   | Четвёртый     | Третий         | Второй        | Первый        | Запасной                 | Тренер           | Турниры                       |
| ------- | ------------- | -------------- | ------------- | ------------- | ------------------------ | ---------------- | ----------------------------- |
| 1991—92 | Джеки Локхарт | Дебора Нокс    | Джудит Стобби | Уэнди Белл    | Изобель Торранс мл.      | Питер Лаудон     | ЗОИ 1992 (демо) (6 место)     |
| 1991—92 | Джеки Локхарт | Дебора Нокс    | Уэнди Белл    | Джудит Стобби | Изобель Торранс мл. (ЧМ) | Питер Лаудон     | ЧШЖ 1992 · ЧМ 1992 (5 место)  |
| 1993—94 | Джеки Локхарт | Дебора Нокс    | Уэнди Белл    | Джудит Стобби |                          | Питер Лаудон     | ЧЕ 1993 (4 место)             |
| 1998—99 | Дебора Нокс   | Изобель Ханнен | Уэнди Белл    | Джудит Стобби | Энн Лэрд (ЧМ)            | Алекс Ф. Торранс | ЧШЖ 1999 · ЧМ 1999 (10 место) |

(скипы выделены полужирным шрифтом)